# Kanagawa (prefectuur)

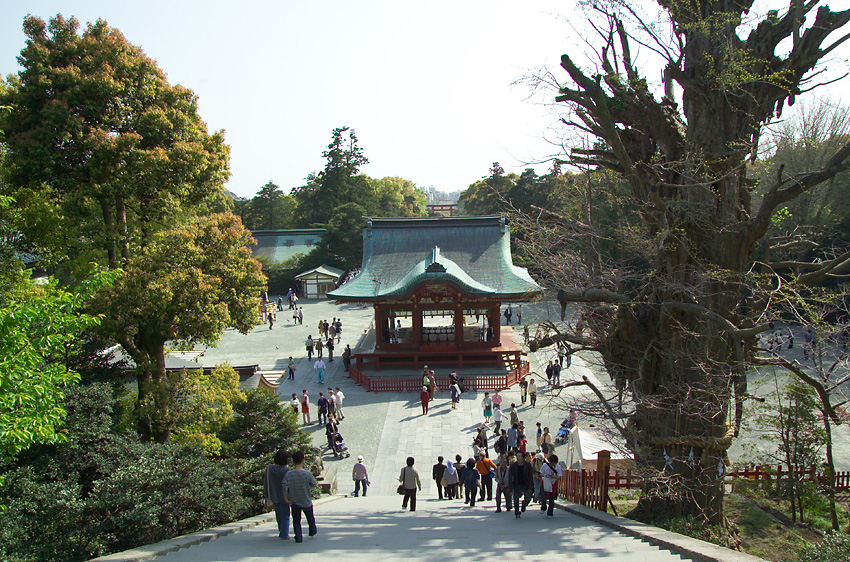
Tsurugaoka Hachiman-schrijn in Kamakura

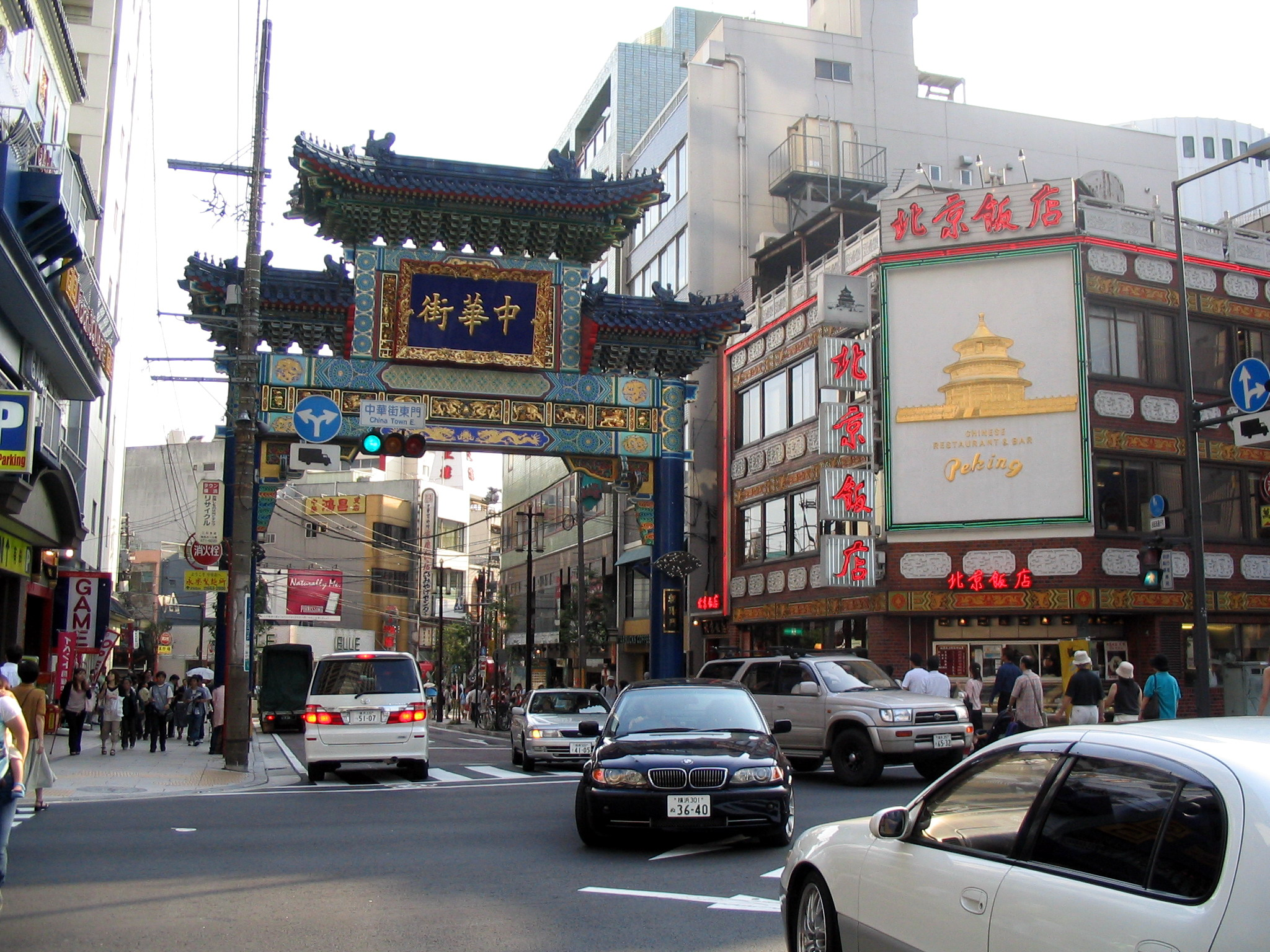
Chinatown in Yokohama

De prefectuur Kanagawa (Japans: 神奈川県, Kanagawa-ken) is een Japanse prefectuur in het zuidelijke deel van de regio Kanto in Honshu. Kanagawa heeft een oppervlakte van 2415,84 km² en had op 1 maart 2008 een bevolking van ongeveer 8.909.857 inwoners. De hoofdstad is Yokohama. De prefectuur maakt deel uit van Groot-Tokio.

## Geschiedenis
Tijdens het middeleeuwse Japan maakte Kanagawa deel uit van de provincies Sagami en Musashi.
De stad Kamakura in centraal Sagami was de hoofdstad van Japan tijdens de Kamakuraperiode (1185-1333).
Tijdens de Edoperiode werd het westelijke deel van de provincie Sagami bestuurd door de daimyo van het Kasteel Odawara, terwijl het oostelijke deel rechtstreeks bestuurd werd door het Tokugawa-shogunaat in Edo (Tokio).
De Amerikaanse commodore Matthew Perry landde in Kanagawa in 1853 en 1854 en dwong Japan tot het ondertekenen van de Conventie van Kanagawa, die de Japanse havens openstelde voor de Verenigde Staten. Yokohama, de grootste diepwaterhaven in de Baai van Tokio, werd voor buitenlandse handelaars geopend in 1859 na jarenlange buitenlandse druk. Hierdoor ontwikkelde het zich tot de belangrijkste handelshaven van Japan. Yokosuka, eveneens in de Baai van Tokio, ontwikkelde zich tot een marinehaven en dient nu als hoofdkwartier van de Amerikaanse 7de vloot (7th Fleet) en van de Japanse Marine (Japan Maritime Self-Defense Force, 海上自衛隊 ;Kaijō Jieitai).
Yokohama, Kawasaki en andere grote steden werden ernstig beschadigd tijdens de grote Kanto-aardbeving in 1923 en tijdens de Amerikaanse bombardementen van 1945.

## Geografie
Kanagawa is een redelijk kleine prefectuur die geklemd zit tussen de prefectuur Tokio in het noorden, Mount Fuji in het noordwesten en de Stille Oceaan en de Baai van Tokio in het zuiden en het oosten. Het oostelijke deel van de prefectuur is vlak en sterk geürbaniseerd. In dit deel bevinden zich Yokohama en Kawasaki. In het zuidoosten bevindt zich het schiereiland Miura met de oude stad Kamakura. Het westelijke deel is dan weer bergachtig met verschillende toeristische resorts zoals Odawara en Hakone.
De rivier Tama vormt de grens tussen de prefecturen Kanagawa en Tokio. De rivier Sagami vloeit door de prefectuur heen.
De Tokio Wan Aqua-Line – een brug-tunnelcombinatie over de Baai van Tokio – verbindt de prefectuur met Kisarazu in de prefectuur Chiba op het schiereiland Boso.
De administratieve onderverdeling is als volgt:

### Zelfstandige steden (市) shi
Er zijn negentien steden in de prefectuur Kanagawa.
| - Atsugi - Ayase - Chigasaki - Ebina - Fujisawa - Hadano - Hiratsuka - Isehara - Kamakura - Kawasaki | - Minamiashigara - Miura - Odawara - Sagamihara - Yamato - Yokohama (hoofdstad) - Yokosuka - Zama - Zushi |

### Gemeenten (郡 gun)
De gemeenten van Kanagawa, ingedeeld naar district:
| District      | Gemeenten                                |
| ------------- | ---------------------------------------- |
| Aiko          | Aikawa - Kiyokawa                        |
| Ashigarakami  | Kaisei - Matsuda - Nakai - Oi - Yamakita |
| Ashigarashimo | Hakone - Manazuru - Yugawara             |
| Koza          | Samukawa                                 |
| Miura         | Hayama                                   |
| Naka          | Ninomiya - Oiso                          |

### Fusies
(Situatie op 11 maart 2007)
Zie ook: Gemeentelijke herindeling in Japan
- Op 20 maart 2006 werden de gemeenten Sagamiko en Tsukui van het district Tsukui aangehecht bij de stad Sagamihara.
- Op 11 maart 2007 werden de gemeenten Fujino en Shiroyama beide van het district Tsukui aangehecht bij de stad Sagamihara. Het district Tsukui verdween door deze fusie.

## Geboren in Kanagawa
- Masayuki Okano (1972), voetballer
- Ryuzo Morioka (1975), voetballer
- Shunsuke Nakamura (1976), voetballer
- Mizuki Noguchi (1978), atlete
- Yuki Tsunoda (2000), autocoureur (Sagamihara)
- Yuto Totsuka (2001), snowboarder

## Bezienswaardigheden
- De tempels en schrijnen van Kamakura
- Het Chinatown van Yokohama
- De berg Oyama in Isehara
- Odawara Castle
- De hete bronnen van Hakone